# Coiffaitarctia ockendeni
Coiffaitarctia ockendeni är en fjärilsart som beskrevs av Rothschild 1909. Coiffaitarctia ockendeni ingår i släktet Coiffaitarctia och familjen björnspinnare. Inga underarter finns listade i Catalogue of Life.